# Ivar Rooth
Ivar Rooth (* 2. November 1888 in Stockholm; † 27. Februar 1972) war ein schwedischer Bankier und vom 3. August 1951 bis zum 3. Oktober 1956 Geschäftsführender Direktor des Internationalen Währungsfonds.
Sein Studium absolvierte Rooth an der Universität Uppsala und an der Universität Berlin (HU) in den Fächern Rechts- und Wirtschaftswissenschaften. 1914 wurde er Syndikus der Handelsbank Stockholm. 1915 übernahm er die Leitung der Handelsbank Stockholm und wurde deren Vizepräsident.  Im weiteren Verlauf seiner Karriere übernahm Rooth 1919 die Stelle des geschäftsführenden Direktors der schwedischen Emissionsbank und 1920 die Leitung der Stockholmer Hypothekenbank. Rooth wurde 1929 zum Präsidenten der Schwedischen Reichsbank ernannt. 1948 trat Rooth als Protest gegen die Niedrigzinspolitik von diesem Posten zurück.
Außerdem war Ivar Rooth während der Jahre 1931 bis 1933 und 1937 bis 1949 Direktor der Internationalen Siedlungsbank in Basel. Für die Internationale Bank für Wiederaufbau und Entwicklung leitete Rooth 1951 eine Mission in den Irak.  Vom 3. August 1951 bis zum 3. Oktober 1956 war er Geschäftsführender Direktor des IWF. Darüber hinaus war er von 1947 bis 1961 Direktor des Investment-Komitees des Pensions-Fonds der Vereinten Nationen. Ebenfalls leitete er 1960 bis 1962 die Währungsbehörde in Kuwait.
Seinen Lebensabend verbrachte er ab Anfang der 1960er Jahre in Lidingö, Schweden.